# چزاره گوفی
چزاره گوفی (انگلیسی: Cesare Goffi; ۵ مهٔ ۱۹۲۰ – ۲۰ فوریهٔ ۱۹۹۵) بازیکن فوتبال اهل ایتالیا بود.
از باشگاه‌هایی که در آن بازی کرده‌است می‌توان به باشگاه فوتبال پادوا، باشگاه فوتبال کوزنتسا کالچو، باشگاه فوتبال یوونتوس، و باشگاه فوتبال کاتانیا اشاره کرد.